# IC 3573
IC 3573 ist eine Balken-Spiralgalaxie vom Hubble-Typ SABbc? im Sternbild Jungfrau am Nordsternhimmel. Sie ist schätzungsweise 880 Millionen Lichtjahre von der Milchstraße entfernt.
Das Objekt wurde am 10. Mai 1904 von Royal Harwood Frost entdeckt.